# Jordana Brewster
Pour les articles homonymes, voir Brewster.
Jordana Brewster est une actrice américaine, née le 26 avril 1980 à Panama (Panama).
Elle est repérée dans le soap opera américain, As the World Turns (1995-2001), qui lui vaut une nomination pour le Soap Opera Digest Award de la meilleure jeune actrice. Son premier rôle dans un long métrage est pour le film de science fiction, The Faculty (1998) de Robert Rodriguez.
Sa notoriété auprès du grand public est venue grâce à son rôle de Mia Toretto dans le film d’action Fast and Furious (2001), rôle qu’elle conserve dans les suites Fast and Furious 4 (2009), Fast and Furious 5 (2011), Fast and Furious 6 (2013) et Fast and Furious 7 (2015) et Fast and Furious 9 (2020). 
Parallèlement, elle joue dans le drame Vérité apparente (2001), la comédie d’action D.E.B.S. (2004) et le film d’horreur Massacre à la tronçonneuse : Le Commencement (2007).
À la télévision, elle est l’un des rôles principaux de la nouvelle version de la série Dallas, de 2012 à 2014. Elle joue ensuite un rôle récurrent, dans la première saison de la série d’anthologie, American Crime Story ainsi que dans la série Secrets and Lies, en 2016. De 2016 à 2019, elle incarne le Dr. Maureen Cahill dans la série d’action L’Arme fatale, adaptée de la franchise cinématographique du même nom.

## Biographie

### Enfance et formation
Jordana Brewster est la fille d'Alden Brewster, banquier américain, et de Maria João, mannequin brésilienne.
Elle a une petite sœur du nom d'Isabelle Brewster, qui est mariée à Baron Davis. Elle grandit à Londres jusqu'à l'âge de six ans. Ensuite, sa famille déménage à Rio de Janeiro. Elle y reste quatre années. Jordana apprend à parler couramment portugais durant ce séjour.
À l'âge de 10 ans, la famille de Jordana déménage une nouvelle fois pour s'installer dans le quartier de Manhattan à New York. Jordana y fait ses études au Sacré Cœur, une école catholique pour jeunes filles. Ensuite elle continue à l'école d'art dramatique Professional Children's School de New York.

### Carrière

#### Débuts et soap operas
Dans sa jeunesse, Jordana commence à se faire un nom, en participant notamment à des soap operas américains populaires comme La Force du destin et As the World Turns qui lui permet de décrocher une nomination pour le Soap Opera Digest Awards de la meilleure jeune actrice. Elle conservera ce rôle jusqu'en 2001.
L'année 1998 marque ses débuts sur le grand écran dans le film The Faculty qui est un succès au box office. 
L'année d'après, elle est à l'affiche du téléfilm acclamé par la critique, The 60's avec notamment, Josh Hamilton, Julia Stiles et Jerry O'Connell.

#### Percée et révélation au cinéma

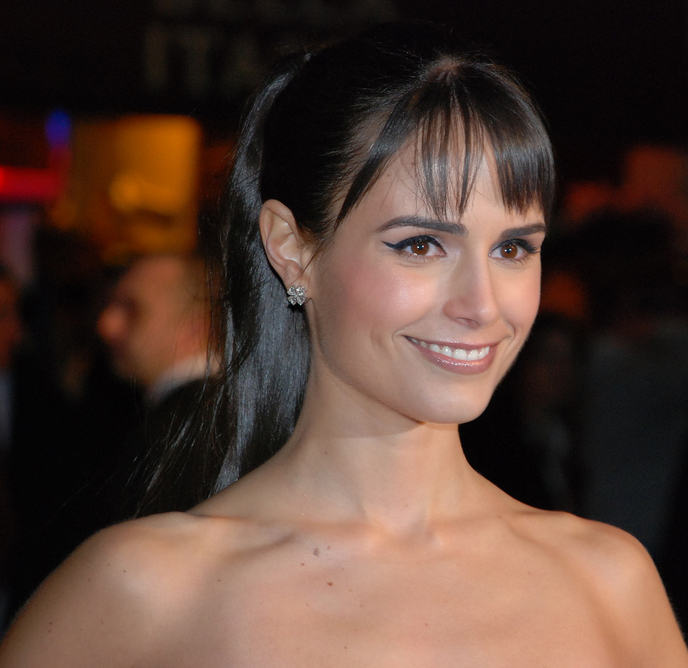
Jordana Brewster lors de l'avant-première de Fast and Furious 4 sur Leicester Square en mars 2009.

En 2001, elle accède à la notoriété, grâce à son rôle dans Fast and Furious. Malgré son évident succès, Jordana continue à étudier à l'université Yale, à Berkeley College tout en faisant également partie du trio, en tête d'affiche, du drame Vérité apparente aux côtés de Cameron Diaz et Christopher Eccleston. 
En 2004, avec Sara Foster, Meagan Good et Devon Aoki, elles défendent la comédie d'action D.E.B.S..
En 2005, elle incarne le premier rôle féminin de la comédie romantique indépendante Nearing Grace, nommée lors du Festival du film de Los Angeles. 
En 2006, elle accompagne James Franco dans le drame sportif Annapolis de Justin Lin, mais cette production est un flop. La même année, elle joue dans le drame musical Friendly Fire, avec Lindsay Lohan, mais le projet passe complètement inaperçu et sort directement en vidéo.
L'année 2007 lui permet de faire son grand retour au cinéma avec Massacre à la tronçonneuse : Le Commencement. En dépit de critiques majoritairement négatives, le film rencontre un franc succès au box office et l'interprétation de l'actrice est saluée par deux nominations lors des Teen Choice Awards 2007. Cette même année, elle tente de porter un projet de série intitulée, Mr et Mrs. Smith, mais le pilote n'est pas validé par le réseau de diffusion, ABC.
Entre 2008 et 2009, elle joue dans quelques épisodes de la série télévisée Chuck avant de faire son retour dans le quatrième volet des aventures de Fast and Furious qui génère plus de 363 millions de dollars. Elle finit par remporter le Teen Choice Awards de la meilleure actrice dans un film d'action, en 2009.

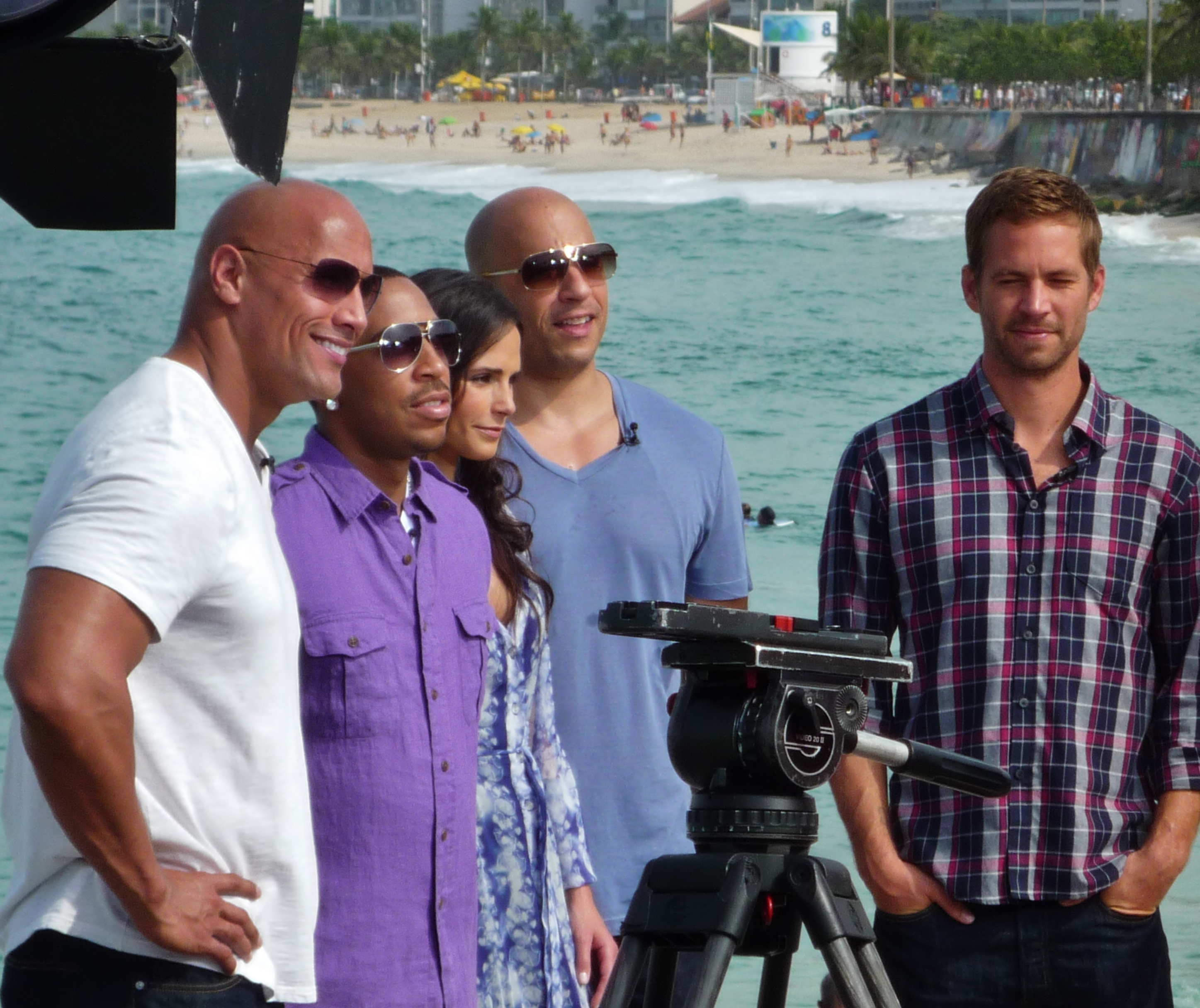
En promotion pour Fast and Furious 5, en 2011, aux côtés de Dwayne Johnson, Ludacris, Vin Diesel et Paul Walker.

Suivent, à la suite de ce succès colossal, logiquement les volets suivants : Fast and Furious 5 (2011), Fast and Furious 6 (2013) et Fast and Furious 7 (2015). Tous sont des succès commerciaux de grande envergure, réalisant de nombreux records, dont l'engouement ne fait que confirmer la puissance que représente cette franchise au cinéma ainsi que sa stabilité financière,,. Cependant, à la suite du décès de Paul Walker en 2013, qui joue son compagnon dans la saga, le scénario du septième opus est partiellement réécrit afin de conduire au départ du personnage de Paul Walker, mais aussi du sien. Elle n'est donc pas présente dans Fast and Furious 8.

#### Alternance cinéma et télévision

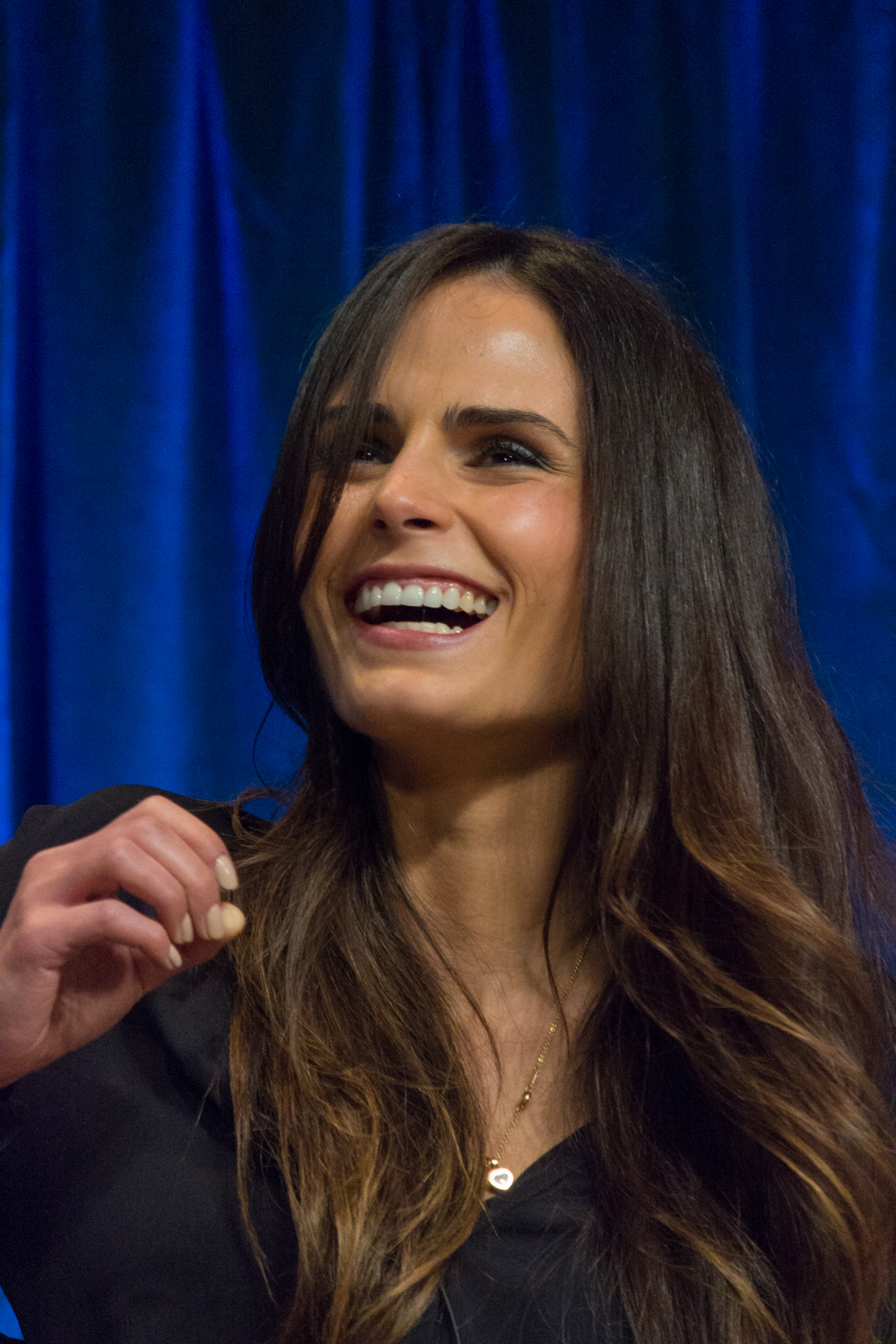
Lors du PaleyFest 2013, pour la série télévisée Dallas.

Parallèlement, l'actrice joue dans le film d'action Braquage à l'américaine avec Adrien Brody et Hayden Christensen, en 2014. Originellement un film pour cinéma, il est diffusé en France comme téléfilm sous un titre français puis commercialisé sous son titre international. 
En 2015, elle fait face à la sociopathe incarnée par Katherine Heigl dans la comédie noire Home Sweet Hell.
Entre juin 2012 et septembre 2014, elle fait partie du casting de la nouvelle série Dallas, dans le rôle d'Elena Ramos. Il s'agit de la suite du feuilleton du même nom, diffusé sur le réseau CBS entre 1978 et 1991. Ce rôle lui permet d'obtenir des nominations au titre de meilleure actrice dans une série télévisée dramatique lors de la cérémonie des ALMA Awards (2012), des NAMIC Vision Awards (2013) ainsi que des Imagen Awards (2013). La série est finalement arrêtée au bout de trois saisons.
Bien décidée à faire son retour sur le petit écran, elle finit par convaincre, en 2016, les scénaristes d'American Crime Story, de l'engager pour tenir un rôle dans un arc narratif de cinq épisodes de la première saison de cette série d'anthologie. Elle rejoint ensuite la distribution principale de la série anthologique dramatique et policière, Secrets and Lies, à partir de la saison 2, tout en intégrant une autre distribution pour L'Arme fatale, une série d'action adaptée de la série de films éponymes par Matt Miller. Forte de cette double exposition, en tête d'affiche de deux programmes qui rencontrent leur public, l'actrice se retrouve nommée pour le People's Choice Awards 2017, de l'actrice préférée dans une nouvelle série télévisée.
En 2019, L'Arme Fatale est finalement arrêtée au bout de trois saisons. La même année, l'actrice confirme son retour dans la franchise Fast and Furious et annonce sa présence dans l'attendu neuvième volet dont la sortie est prévue courant 2020,. Côté télévision, elle rejoint la distribution de Magnum, reboot de la célèbre série des années 1980, afin d'incarner Hannah, une ancienne analyste de la CIA et ex petite-amie du personnage joué par Jay Hernández,.

### Vie personnelle
Elle s'est mariée avec Andrew Form aux Bahamas le 6 mai 2007, producteur du film Massacre à la tronçonneuse : Le Commencement dans lequel elle joue. Le couple a deux garçons, Julian et Rowan, nés en septembre 2013 et en juin 2016 par le biais d'une mère porteuse. Le couple divorce en juillet 2020. Elle s'est mariée avec Mason Morfit le 3 septembre 2022.
En 2020, lors de l'avant-première de Fast And Furious 9, Jordana Brewster a avoué avoir eu le béguin pour Paul Walker, du quatrième au septième film (2009-2013), jusqu'à la mort de l'acteur en novembre 2013.

## Filmographie

### Cinéma
- 1998 : The Faculty de Robert Rodriguez : Delilah Profitt
- 2001 : Vérité apparente d'Adam Brooks : Phoebe Brewster
- 2001 : Fast and Furious de Rob Cohen : Mia Toretto
- 2004 : D.E.B.S. d'Angela Robinson : Lucy Diamond
- 2005 : Nearing Grace de Rick Rosenthal : Grace Chance
- 2006 : Annapolis de Justin Lin : Ali
- 2006 : Friendly Fire de Michele Civetta : la femme
- 2007 : Massacre à la tronçonneuse : Le Commencement de Jonathan Liebesman : Chrissie
- 2009 : Fast and Furious 4 de Justin Lin : Mia Toretto
- 2011 : Fast and Furious 5 de Justin Lin : Mia Toretto
- 2013 : Fast and Furious 6 de Justin Lin : Mia Toretto
- 2014 : Braquage à l'américaine de Sarik Andreassian : Emily
- 2015 : Fast and Furious 7 de James Wan : Mia Toretto
- 2015 : Home Sweet Hell d'Anthony Burns : Dusty
- 2019 : Random Acts of Violence de Jay Baruchel : Kathy
- 2020 : Hooking Up de Nico Raineau : Tanya
- 2021 : Fast and Furious 9 de Justin Lin : Mia Toretto
- 2023 : Fast and Furious 10 de Louis Leterrier : Mia Toretto
- 2024 : Cellar Door de Vaughn Stein : Sera

### Télévision

#### Téléfilms
- 1999 : American 60's (The 60's) de Mark Piznarski : Sarah Weinstock

#### Séries télévisées
- 1995 : La force du destin : Anita Santos (1 épisode)
- 1995 - 2001 : As the World Turns : Nikki Munson # 1 (104 épisodes)
- 2007 : Mr. et Mrs. Smith : Jane Smith (Pilote non retenu par ABC)
- 2008 - 2009 : Chuck : Dr Jill Roberts (saison 2, épisodes 6, 7, 8 et 20)
- 2010 : Dark Blue : Unité infiltrée : Maria (saison 2, épisodes 1, 2 et 3)
- 2010 : Gigantic : une célébrité (saison 1, épisodes 1 et 2)
- 2012 - 2014 : Dallas : Elena Ramos (40 épisodes)
- 2016 : Robot Chicken : Molly McIntire / Cindy Brady (voix, saison 8, épisode 17)
- 2016 : American Crime Story : Denise Brown (saison 1, épisodes 1, 5, 6, 7 et 10)
- 2016 : Secret and Lies : Kate Warner (saison 2, 10 épisodes)
- 2016-2019 : L'Arme fatale : Dr Maureen « Mo » Cahill
- 2019 : Magnum P.I. : Hannah (saison 1, épisodes 15 et 20)

## Distinctions
Sauf indication contraire ou complémentaire, les informations mentionnées dans cette section proviennent de la base de données IMDb.

### Récompenses
- 2009 : Teen Choice Awards de la meilleure actrice dans un film d'action pour Fast and Furious 4

### Nominations
- 1997 : Soap Opera Digest Awards de la meilleure jeune actrice pour As the World Turns
- 9e cérémonie des Teen Choice Awards 2007 :
  - Meilleure actrice dans un film d'horreur pour Massacre à la tronçonneuse : Le Commencement (2006).
  - Meilleur hurlement dans un film d'horreur pour Massacre à la tronçonneuse : Le Commencement (2006).
- 13e cérémonie des Teen Choice Awards 2011 : Meilleure actrice dans un film d'action pour Fast and Furious 5 (2010).
- 2012 : ALMA Awards de la meilleure actrice dans une série télévisée dramatique pour Dallas
- 2013 : NAMIC Vision Awards de la meilleure interprétation dramatique pour Dallas
- 2013 : Imagen Awards de la meilleure actrice dans un second rôle dans une série télévisée pour Dallas
- 2014 : Acapulco Black Film Festival, Hollywood Award de la meilleure distribution pour Fast and Furious 6
- 17e cérémonie des Teen Choice Awards 2015 :
  - meilleure actrice dans un film d'action pour Fast and Furious 7
  - meilleure distribution pour Fast and Furious 7
- 2017 : People's Choice Awards de l'actrice préférée dans une nouvelle série télévisée
- 2017 : 19e cérémonie des Teen Choice Awards : Meilleure actrice dans une série d'action pour L'Arme Fatale

## Voix francophones
En version française, Jordana Brewster est dans un premier temps doublée par Barbara Tissier dans The Faculty et par Julie Dumas dans American Sixties. Annie Milon la double en 2001 dans Fast and Furious puis en 2006 dans Massacre à la tronçonneuse : Le Commencement. Par la suite, Cécile D'Orlando la remplace dans les films Fast and Furious. Elle est également doublée par Sandra Valentin dans D.E.B.S, ainsi que par Natacha Muller dans Chuck et Dark Blue : Unité Infiltrée.
Depuis 2012, l'actrice est principalement doublée par Laëtitia Lefebvre, cette dernière étant sa voix dans Dallas, Secrets and Lies, L'Arme fatale, Dangerous Housewife, Magnum et Hooking Up (en). Parallèlement, elle est doublée par Marie Chevalot dans American Heist, Sylvie Jacob dans American Crime Story et Séverine Cayron dans Simulant (en).
En version québécoise, Aline Pinsonneault la double dans Les Enseignants tandis qu'Anne Bédard la double dans Rapides et Dangereux et Rapides et dangereux 4. Pinsonneault la remplace par la suite dans la saga Rapides et Dangereux. L'actrice est également doublée par Catherine Proulx-Lemay dans Massacre à la tronçonneuse : Le Commencement et Actes de violence.